# Heilig-Hartkapel (Neerbeek)

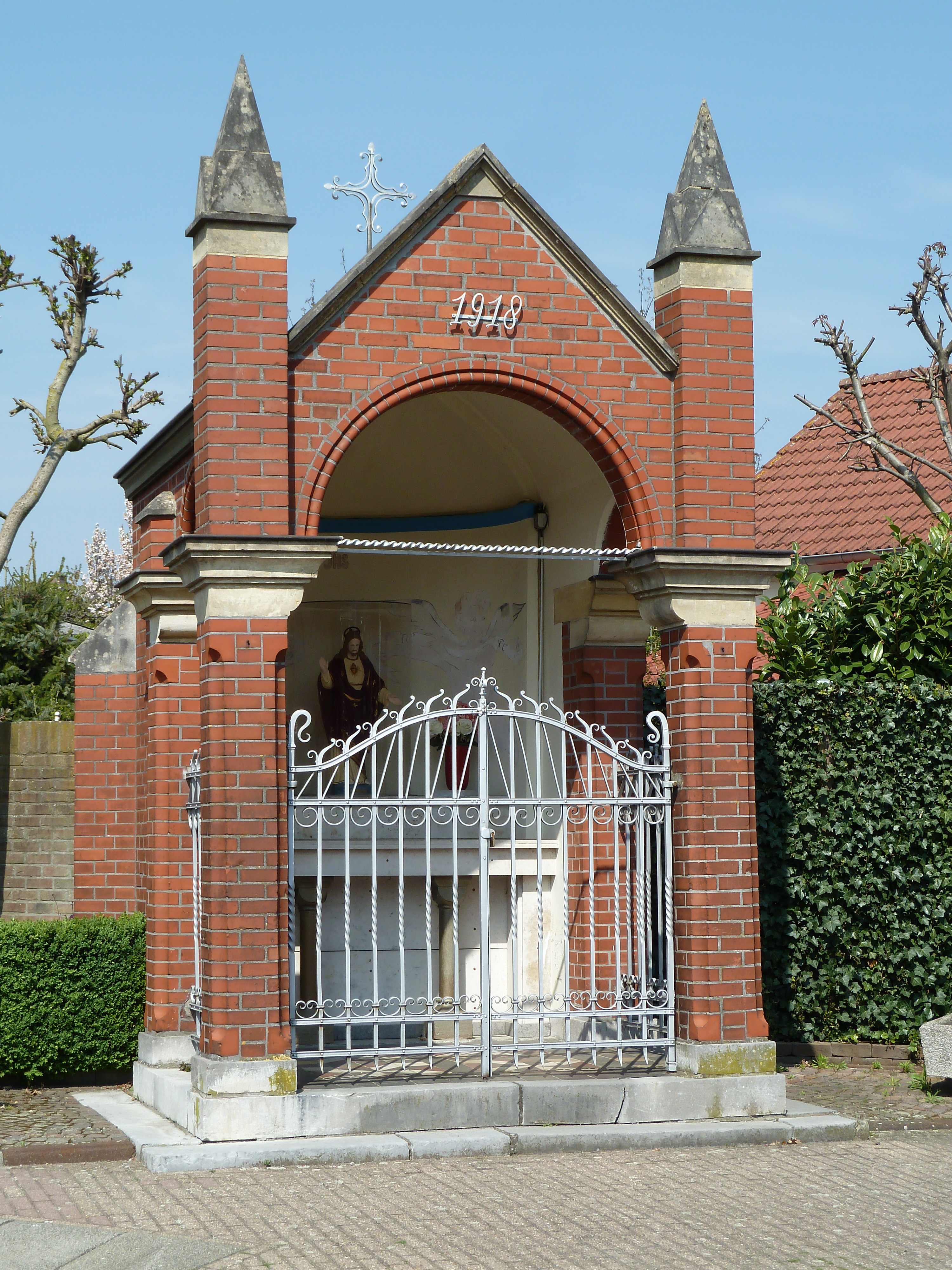
De Heilig-Hartkapel

De Heilig-Hartkapel is een kapel in Neerbeek in de Nederlands Zuid-Limburgse gemeente Beek. De kapel staat aan de splitsing van de Spaubeekerweg en de Fattenbergstraat midden in een woonwijk in het zuidelijk deel van het dorp. Op ongeveer 400 meter naar het noorden staat de Sint-Callistuskerk.
De kapel is gewijd aan het Heilig Hart.

## Geschiedenis
In 1918 werd de kapel gebouwd op initiatief van de jonkheid van Neerbeek, zodat de kapel tijdens de sacramentsprocessie als rustaltaar kon dienen. Op de plaats van de kapel stond voor de bouw van oudsher een wegkruis.
In 1982 werd het Heilig-Hartbeeld gestolen uit de kapel en werd er een nieuw beeld geplaatst.

## Bouwwerk
De open bakstenen kapel heeft een driezijdige koorsluiting en wordt gedekt door een zadeldak met shingles. Achterop de nok van het dak is een smeedijzeren kruis geplaatst. De kapel is half open waarbij het voorste deel rust op twee zuilen. Tussen deze twee zuilen en tussen de zuilen en de rest van de kapel is de opening uitgevoerd als rondboog en sluit een smeedijzeren hekwerk de kapel af. Op de hoeken van de kapel en halverwege de zijgevels (op de rand van het open en gesloten deel) zijn steunberen aangebracht. De steunberen in de frontgevel lopen door tot boven de puntgevel en vormen twee torentjes die eindigen in spitse pinakels. Boven in de frontgevel is met smeedijzeren letters het jaartal 1918 aangegeven.
Van binnen is de kapel wit gepleisterd. Tegen de achterwand is het altaar geplaatst dat aan de voorzijde rust op twee zuiltjes. Op het altaar staat omgeven door een stolp van plexiglas een Heilig Hartbeeld. Achter het Jezusbeeld is de halfronde apsis beschilderd met twee biddende engelen.